# 梁辑卿
梁辑卿（1912年—1977年2月7日），山东莱阳县人，中华人民共和国政治人物、中国人民解放军少将。

## 生平

### 民国时期
1931年，考入掖县山东省立第九中学。1933年，加入中国共产党，同年冬任学校党支部书记，曾任中华民族解放先锋队胶东总队组织部部长。1935年毕业后，任中共莱阳东南乡区委书记。1936年莱阳党组织遭破坏后，到济南与当地党组织接上关系，被派往德州做党的地下交通工作。
抗日战争爆发后，1937年10月参加八路军，任八路军山东纵队陇海南进第五支队政治委员，第5支队昌潍独立团政治委员。1941年9月，任八路军山东纵队第5支队3团政治委员。1945年7月，任胶东军区东海军分区政治委员兼中共胶东地委书记。第二次国共时期，任山东军区第一军分区政治委员。1947年4月任胶东军区第一军分区政治委员，8月任第7师政治委员，同月新七师改番号为华东野战军第十三纵队三十九师，9月任华东野战军第13纵队第39师政治委员。参加了胶东保卫战，阻击国军青岛增援部队。1948年春参加潍县、津浦路中段战役，攻克兖州后，任济南市警备司令部政治部主任。1949年9月，任副政治委员兼政治部主任。

### 共和国时期
中华人民共和国成立后，调任华东军区直属政治部主任，1954年8月任华东军区工程兵部队政委。1955年9月被授予大校军衔。1959年秋，担任中国人民解放军第二十七军政委。1961年，获中国人民解放军少将。1964年7月，任江苏省军区副政治委员，1967年2月任第二政治委员。1967年4月至1970年4月，担任中国人民解放军江苏省军区政治委员。1970年4月，任安徽省军区第二政治委员、安徽省委书记。
曾获二级独立自由勋章、一级解放勋章。1977年2月7日，在上海逝世。